# Thionylbromid
Thionylbromid ist eine chemische Verbindung aus der Gruppe der Thionylhalogenide. Es ist das Dibromid der Schwefligen Säure.

## Gewinnung und Darstellung
Thionylbromid kann durch Reaktion von Thionylchlorid mit Bromwasserstoff oder Kaliumbromid gewonnen werden.
{\displaystyle \mathrm {SOCl_{2}+2\ HBr\longrightarrow SOBr_{2}+2\ HCl} }
Ebenfalls möglich ist die Darstellung durch Reaktion von Schwefeldioxid mit Brom in Gegenwart von Phosphortrichlorid.

## Eigenschaften
Thionylbromid ist eine orangegelbe Flüssigkeit, die sich bei längerem Stehen langsam in Schwefeldioxid, Brom und Dischwefeldibromid zersetzt, unter gleichzeitiger Verfärbung nach rot. Es ist sehr feuchtigkeitsempfindlich und wenig temperaturbeständig. Es hydrolysiert mit Wasser zu Bromwasserstoff und Schwefeldioxid.
{\displaystyle \mathrm {SOBr_{2}+H_{2}O\longrightarrow SO_{2}+2\ HBr} }
Die Verbindung ist pyramidal aufgebaut mit Schwefel an der Pyramidenspitze.

## Verwendung
Thionylbromid kann zur direkten Bromierung von primären Alkoholen in Fluorphase verwendet werden.